# Caterina Caselli (album 1970)
Caterina Caselli è il terzo album dell'omonima cantante, pubblicato nel 1970 dalla casa discografica CGD.
Per la maggior parte raccoglie i singoli di successo degli anni successivi al suo precedente 33 giri.

## Tracce

### Lato A
1. La mia vita, la nostra vita
2. Insieme a te non ci sto più
3. La ragione c'è
4. Bagnata come un pulcino
5. Il carnevale
6. Nel 2023 (In the year 2525 - Zager & Evans)

### Lato B
1. L'umanità (Symphaty - Rare Bird)
2. Il volto della vita (Days of Pearly Spencer - David McWilliams)
3. Il gioco dell'amore
4. Emanuel
5. Fiori sull'acqua
6. Spero di svegliarmi presto